# Émile Pessard
Émile Pessard (teljes nevén: Émile Louis Fortuné Pessard (Párizs, 1843. május 29. – Párizs, 1917. február 10.) francia zeneszerző, tanár, kritikus.

## Életpályája
A párizsi konzervatóriumban François Bazin tanítványa volt. 1866-ban elnyerte a Római-díjat. 1866-ban írt Dalila című kantátáját 1867. február 21-én mutatták be a Párizsi Operában. Főleg könnyű fajsúlyú színpadi zenét írt (számos vígoperát). Műveivel a 19. század utolsó évtizedeiben számos sikert aratott.

## Művei
- Dalila (kantáta, 1866)
- La Cruche cassée (vígopera 1 felvonásban; libretto: Hyppolite Lucas és Emile Abraham, premierje 1870. február 21.,  Théâtre de l'Opéra-Comique, Párizs)
- Don Quichotte (opera, premierje February 13, 1874, at the Salle Erard in Paris)
- Le Char (opera, premierje 1878. január 18, Théâtre de l'Opéra-Comique, Párizs)
- Le Capitaine Fracasse (opera, premierje 1878. július 2, Théâtre Lyrique, Párizs)
- Tabarin (opera, premierje 1885. január 12., Théâtre de l'Opéra,  Párizs)
- Tartarin sur les Alpes (vígopera, premierje 1888. november 17., Théâtre de la Gaîté, Párizs)
- Les Folies amoureuses (vígopera, premierje 1891. április 15., Théâtre de l'Opéra-Comique, Párizs)
- Une Nuit de Noël (opera, premierje 1893-ban Théâtre de l'Ambigu-Comique, Párizs)
- Mam'zelle Carabin (vígopera, premierje 1893. november 3., Théâtre des Bouffes Parisiens, Salle Choiseul, Párizs)
- Le Muet (opera 1 felvonásban, 1894)
- La Dame de trèfle (vígopera, premierje 1898. május 13., Bouffes-Parisiens, Salle Choiseul, Párizs)
- L'Armée des vierges (vígopera 3 felvonásban, premierje 1902. október 15., Bouffes-Parisiens, Salle Choiseul, Párizs)
- L'Epave (vígopera 1 felvonásban, premierje 1903. február 17-én, Bouffes-Parisiens, Salle Choiseul, Párizs)